# Paul Roekaerts
Paul Roekaerts, född 15 april 1939, är en friidrottare från Belgien. Han deltog vid olympiska sommarspelen 1964.